# Самугео
Самугѐо (на италиански и на сардински: Samugheo) е малко градче и община в Южна Италия, провинция Ористано, автономен регион и остров Сардиния. Разположено е на 370 m надморска височина. Населението на общината е 3250 души (към 2010 г.).